# Ton Mooy

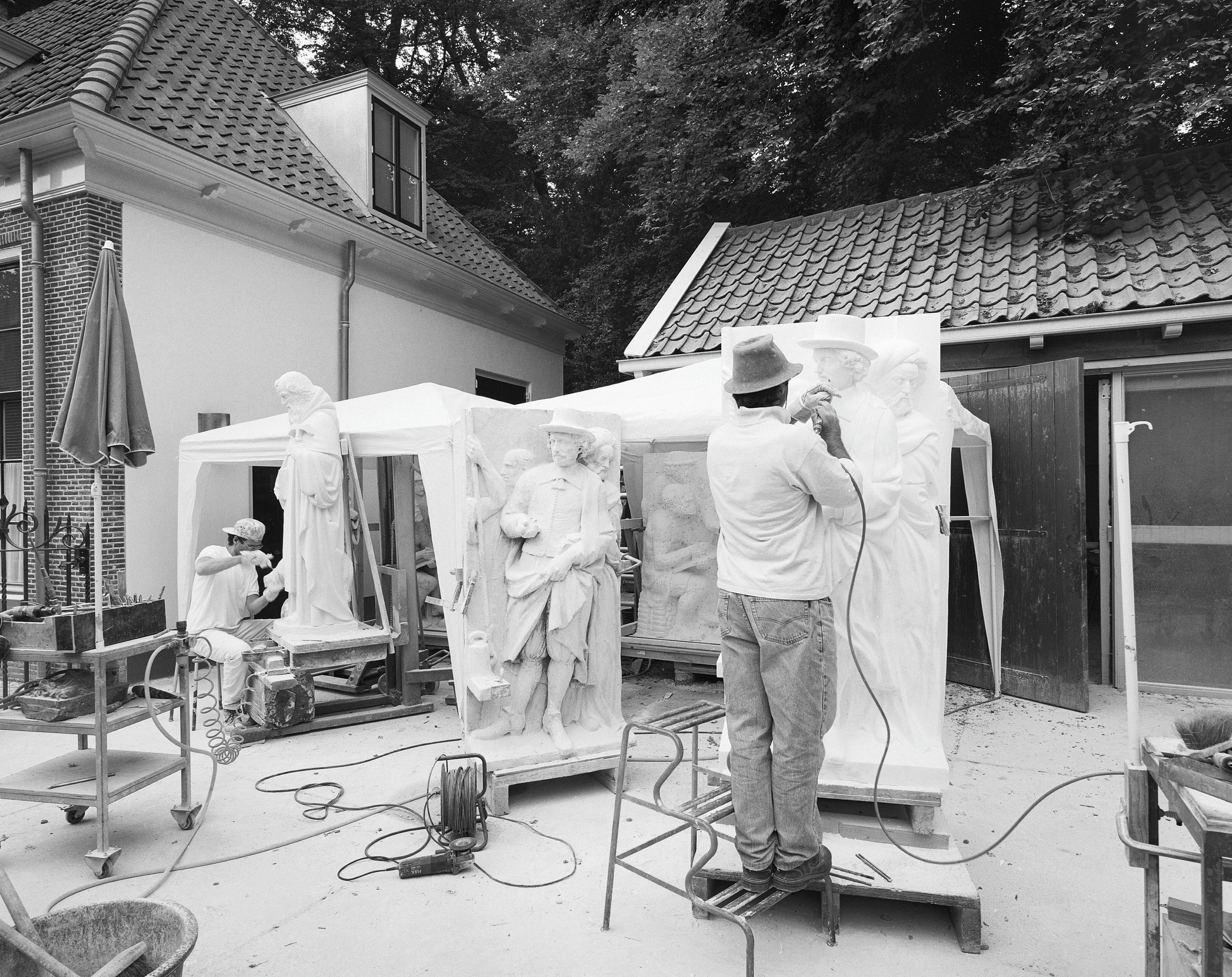
Werkzaamheden op het atelier

Ton Mooy (Amersfoort, 1948) is een Nederlandse beeldhouwer.

## Leven en werk
Mooy (officieel: Mooij) is een zoon van de Amersfoortse stadsbeeldhouwer Maarten Mooij. Hij leerde het vak in de praktijk en werd steenhouwer bij een restauratiebedrijf. Begin jaren tachtig raakte hij als restauratiebeeldhouwer betrokken bij de restauratie van de Sint Jan in 's-Hertogenbosch. In 1983 startte Mooy zijn eigen atelier, dat werd later gevestigd in de oranjerie op Randenbroek, de voormalige werkplek van Pieter Starreveld. Mooy en zijn medewerkers waren onder andere verantwoordelijk voor de restauratie van het Monument voor koningin Emma (Den Haag) (2001) en de Stedemaagd (Amsterdam) (2010). In 2002 maakte hij voor Amersfoort een serie Waterspuwers. Een bekend werk is zijn bel-engel, een engel met mobiel, op de Sint-Janskathedraal in Den Bosch, die zijn eigen telefoonnummer kreeg.

## Enkele werken
- 1987-1990 Meerdere kraagstenen op het koor (elf evangelisten en apostelen met bijbehorende attributen) en meerdere kraagstenen (oa. wonderbaarlijke visvangst, Gertrudis van Nijvel, H. Elisabeth, Jeremia, David met het hoofd van Goliath) in het zuidertransept van de Geertruidskerk te Geertruidenberg[6][7]
- 1994 Twaalf consoles met historische voorstellingen voor de Onze-Lieve-Vrouwetoren (Amersfoort)
- 1996 De Turfsteker, Zwartebroek
- 1997 Atlas, Utrecht
- 2002 Waterspuwers (Amersfoort)
- 2007 Heilige Losbol, Gemert
- 2009 Sint Jacobus, Amsterdam
- 2010 Engel met mobieltje , Sint-Janskathedraal,'s-Hertogenbosch

## Foto's

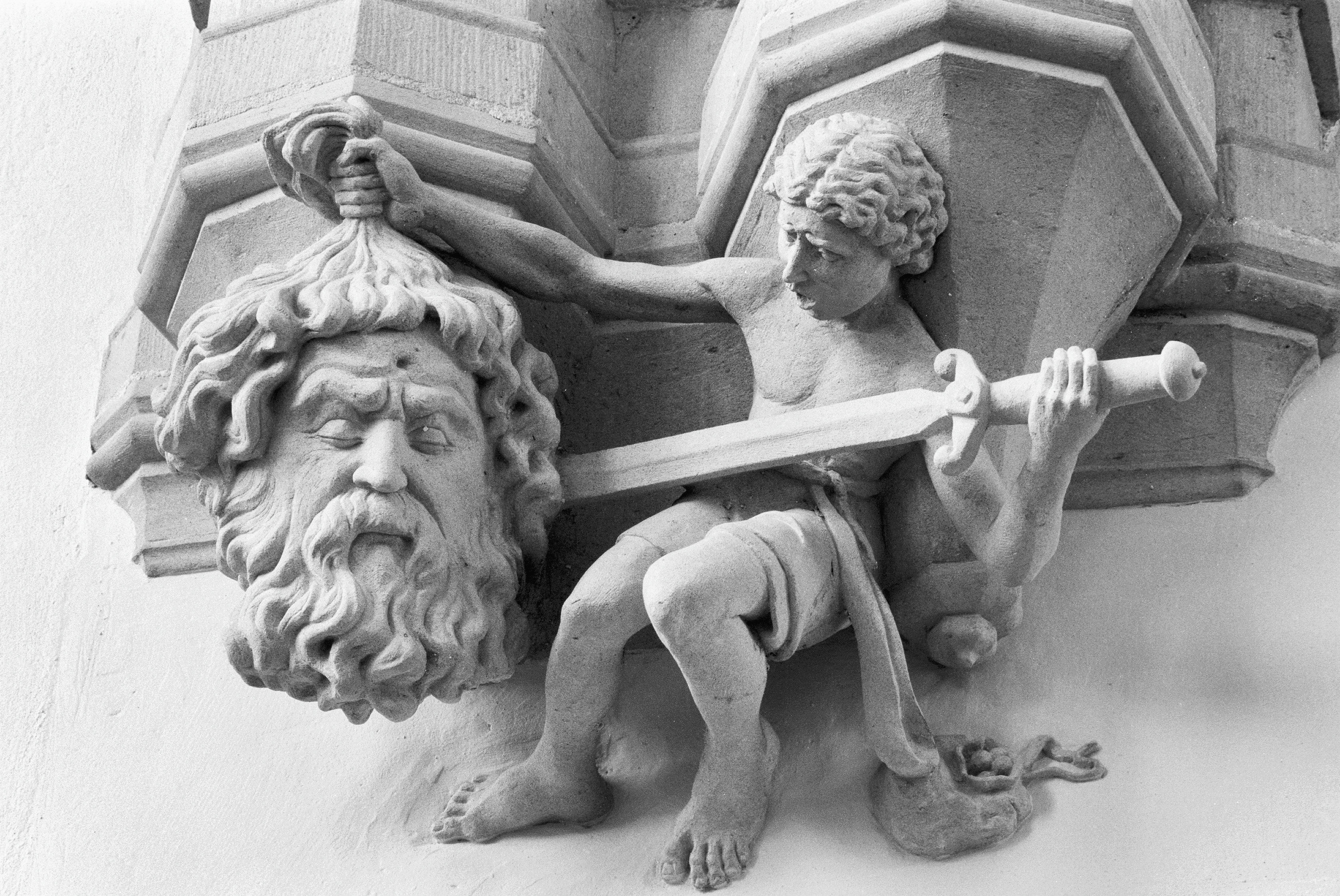
David met het hoofd van Goliath, Geertruidskerk te Geertruidenberg
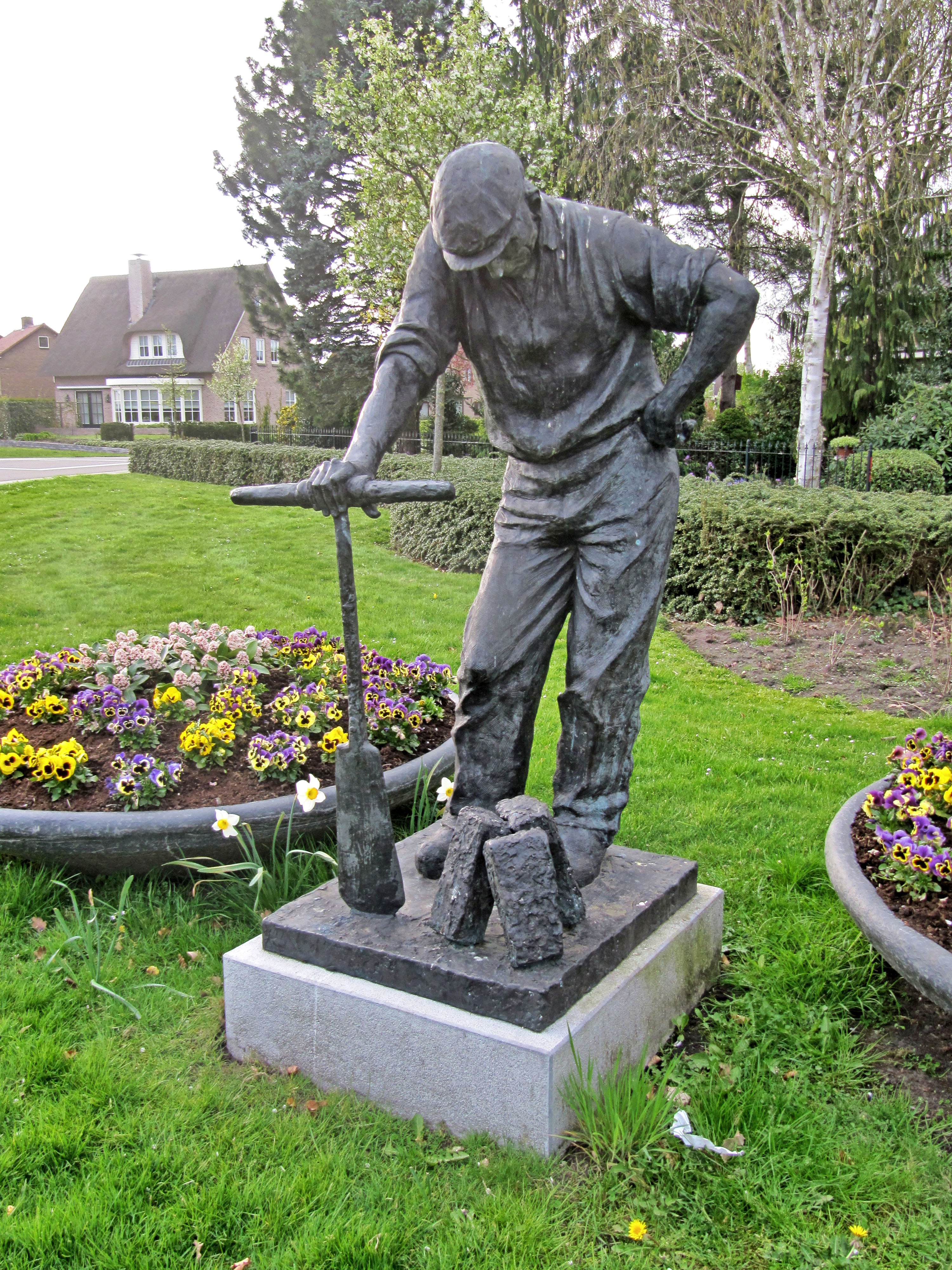
De Turfsteker (1996), Zwartebroek
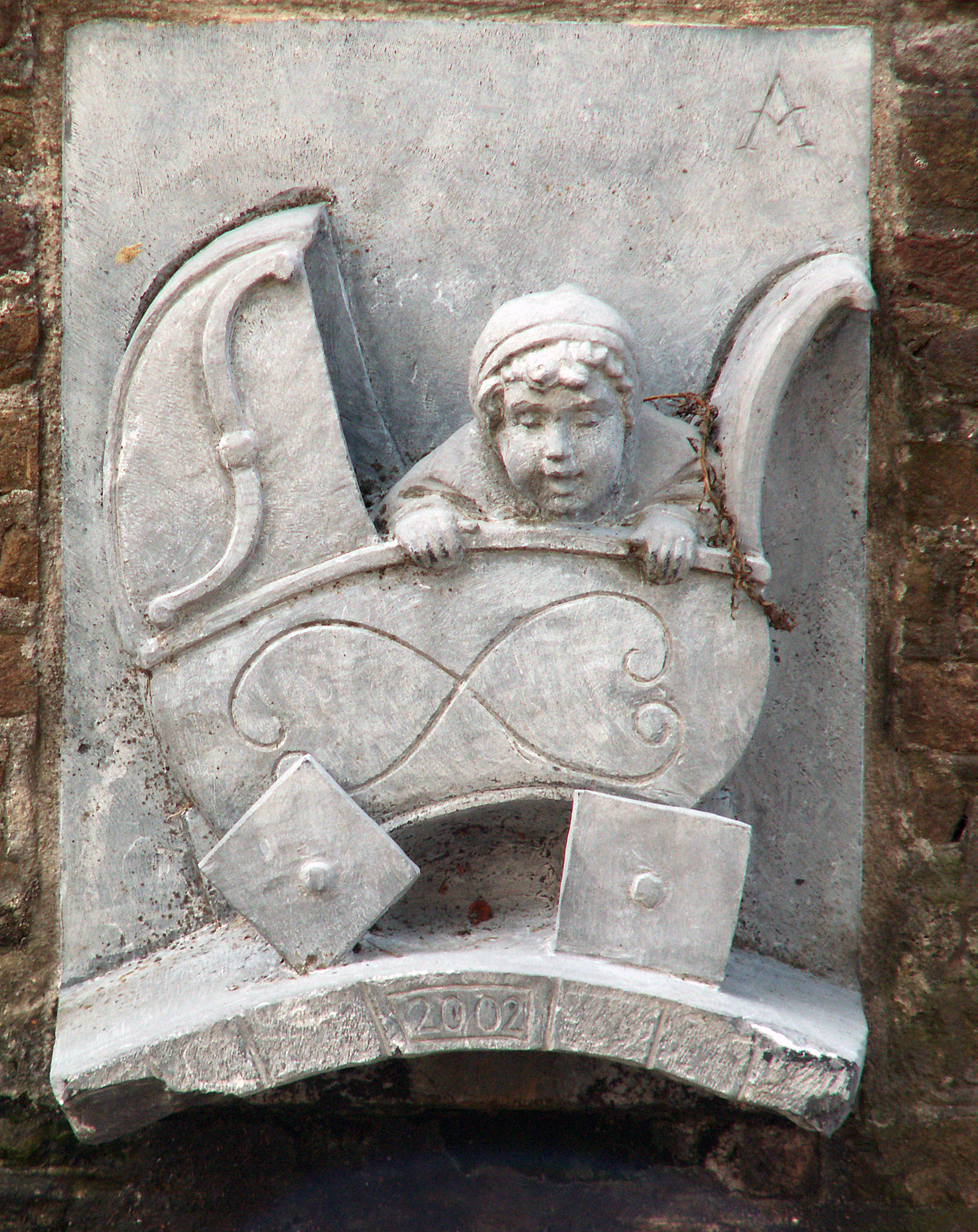
Een van de Amersfoortse waterspuwers (2002)
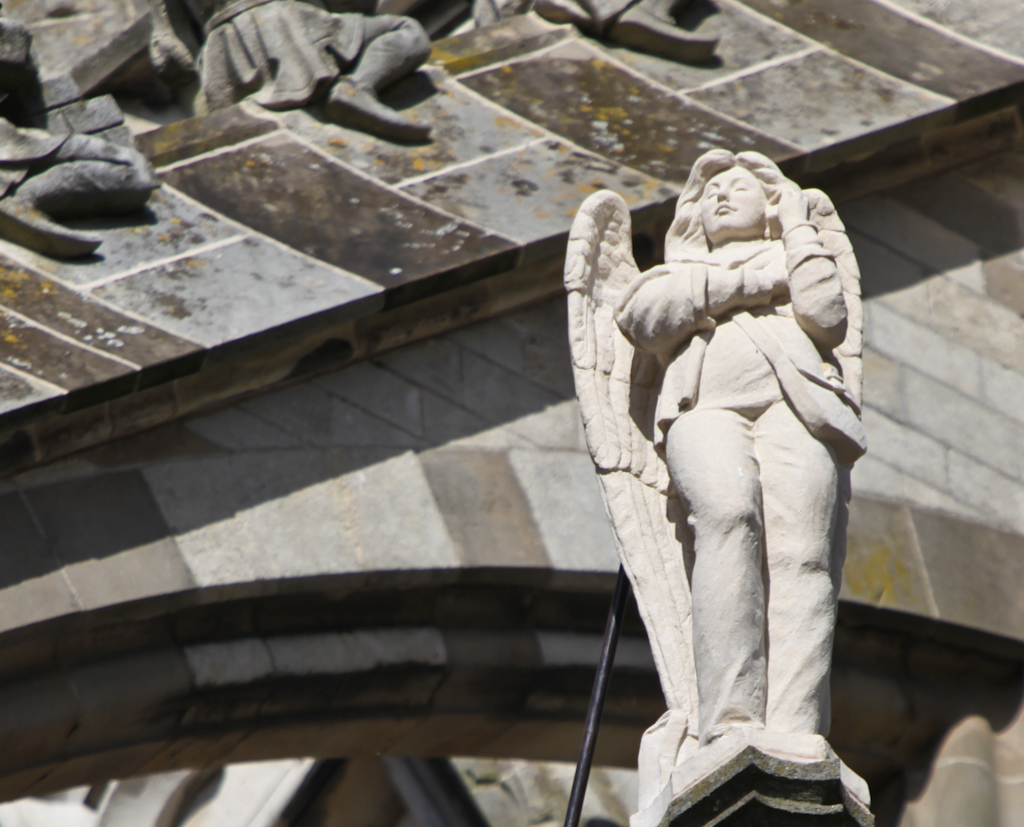
Engel met mobieltje (2010), Den Bosch